# Yi Un
Anh Thân Vương, Thái tử Ý Mẫn hay Thái tử Lý Ngân (phiên âm: Yi Un, Yi Eun, Lee Eun hoặc Un Yi, sinh ngày 20 tháng 10 năm 1897 – mất ngày 1 tháng 5 năm 1970), là người đứng đầu thứ 28 của Hoàng tộc Triều Tiên và là vị Thái tử phong kiến cuối cùng trong lịch sử Triều Tiên.

## Tiểu sử
Thái tử sinh ngày 20 tháng 10 năm 1897 tại Cung Đức Thọ ở Seoul, là con trai thứ 7 của Cao Tông, tức Quang Vũ Hoàng đế. Mẹ là Hoàng Quý phi Eom Seon-yeong, sau khi mất được phong là Thuần Hiến Hoàng Quý phi. Ông cũng là em trai cùng cha khác mẹ của Hoàng đế Thuần Tông và Nghĩa Thân vương. Năm 1900, ông được phong làm Anh Thân vương, và lên ngôi thái tử năm 1907 dù nhỏ tuổi hơn Nghĩa Thân vương. Lực lượng ủng hộ Nghĩa Thân vương trong triều đình không nhiều do mẹ ông này đã qua đời.
Tháng 12 năm 1907, ông được đưa tới Nhật với lý do học tập. Ông vào học ở Học Tập Viện (Gakushuin) và Học viện Quân sự Hoàng gia ở Tokyo. Năm 1920, ông kết hôn với quận chúa Masako của Lê Bản cung (sinh 4 tháng 11 năm 1901 – 30 tháng 4 năm 1989 (87 tuổi)), trưởng nữ của Lê Bản cung Vương Morimasa, vào ngày 28 tháng 4 năm 1920 ở Tokyo. Năm 1910, khi Triều Tiên bị Nhật Bản biến thành thuộc địa và Hoàng đế Thuần Tông bị buộc thoái vị, ông được phong Thái tử Triều Tiên. Vào ngày 10 tháng 6 năm 1926, khi Hoàng đế Thuần Tông qua đời, ông trở thành Lý Vương của Triều Tiên (tước vị bị giảm sau Điều ước sáp nhập Triều Tiên vào Nhật Bản).
Hoàng tử Lý Ngân (còn được gọi là hoàng tử Gin Ri ở Nhật Bản) phục vụ trong quân đội Nhật Bản với cấp sĩ quan chỉ huy Trung đoàn 59, sư đoàn Depot 4 và sau đó là sư đoàn 51. Ông phục vụ trong lực lượng không quân Đế quốc Nhật Bản với cấp bậc trung tướng, chỉ huy không đoàn 1.
Sau khi Triều Tiên được độc lập khỏi Đế quốc Nhật Bản vào năm 1945, ông xin phép Tổng thống Lý Thừa Vãn để được cùng gia đình trở về Triều Tiên, nhưng bị từ chối. Thái tử được đề nghị vị trí Đại sứ Hàn Quốc tại Anh vào năm 1960 nhưng ông từ chối với lý do sức khoẻ yếu. Vào tháng 11 năm 1963, Tổng thống Park Chung-hee cho phép ông và vợ, Thái tử phi Phương Tử, trở về Hàn Quốc. Lúc đó ông đã hôn mê liệt giường. Ông được chăm sóc tại bệnh viện St. Mary's ở Seoul.
Trong những năm cuối đời, Thái tử sống ở Lạc Thiện trai, Cung Xương Đức – nơi ở trước đây của Hoàng gia tại Seoul, với Thái tử phi Phương Tử và em gái là Công chúa Deokhye. Bảy năm sau ngày trở về Tổ quốc, Thái tử qua đời vào ngày 1 tháng 5 năm 1970 tại điện Nakseon, Cung Xương Đức, Seoul. Ông được chôn cất tại Hongyureung ở Namyangju, gần Seoul, và mang thuỵ hiệu là Văn Nhân Võ Trang Chí Hiếu Minh Huy Ý Mẫn Hoàng Thái tử (文仁武莊至孝明暉懿愍皇太子, 문인무장지효명휘의민황태자).

## Hậu duệ
- Lý Tấn (tiếng Hàn: 이진; Hanja: 李晋; Romaja: I Jin) (sinh ngày 18 tháng 8 năm 1921 – 11 tháng 5 năm 1922 (0 tuổi)), con trai cả của Thái tử và vợ, Thái tử phi Phương Tử. Qua đời đột ngột khi đi thăm Triều Tiên cùng cha mẹ, làm dấy lên giả thuyết đã bị đầu độc. Tang lễ được cử hành ngày 17 tháng 5 năm 1922 và được chôn cất ở Triều Tiên. Không có hậu duệ.
- Hoài Ẩn Hoàng thái tôn Lý Cửu (tiếng Hàn: 이구; Hanja: 李玖; Romaja: I Gu) (sinh ngày 29 tháng 12 năm 1931 – 16 tháng 7 năm 2005 (73 tuổi)), con trai thứ hai của Thái tử và vợ, Thái tử phi Phương Tử. Hoàng tử Lý Cửu trở thành người đứng đầu thứ 29 của gia tộc hoàng gia Triều Tiên sau cái chết của cha mình. Không có hậu duệ.

## Danh hiệu
- His Royal Highness Hoàng tử Ngân của Đại Hàn Đế quốc (1897–1900)
- His Imperial Highness Anh Thân vương của Đại Hàn Đế quốc (1900–1907)
- His Imperial Highness Thái tử Ngân của Đại Hàn Đế quốc (1907–1970)
  - His Royal Highness Thái tử Lý của Triều Tiên (1910–1926)
  - His Majesty Vua Lý của Triều Tiên (1926–1945)
- Thái tử Ý Mẫn của Triều Tiên (Thuỵ hiệu)

## Thư viện ảnh

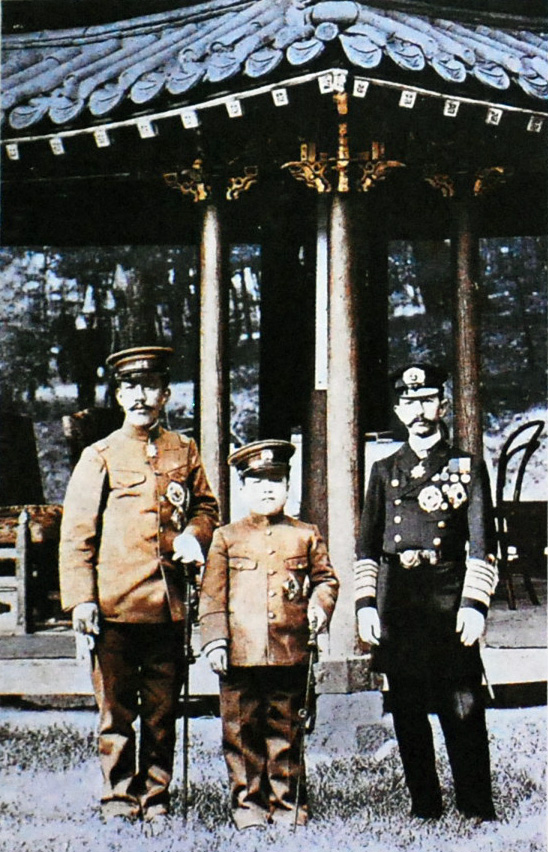
Thái tử của Đế quốc Nhật Bản Yoshihito (sau này trở thành Hoàng đế Taishō), Lý Ngân và Đô đốc Hoàng tử Arisugawanomiya Takehiro (1907)
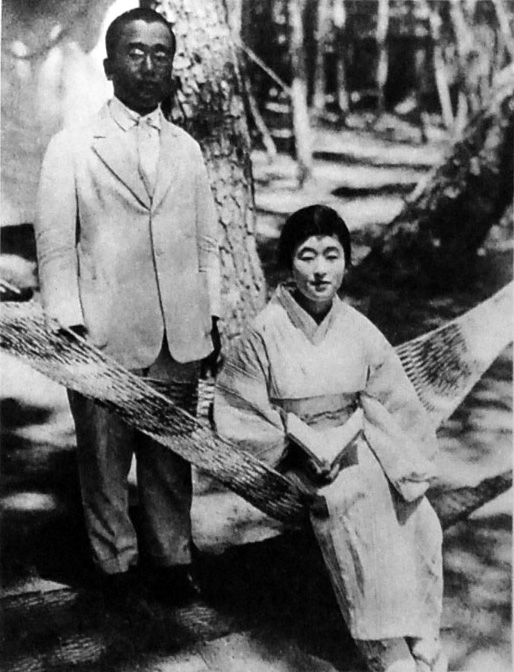
Lý Ngân và vợ Lý Phương Tử (1924)
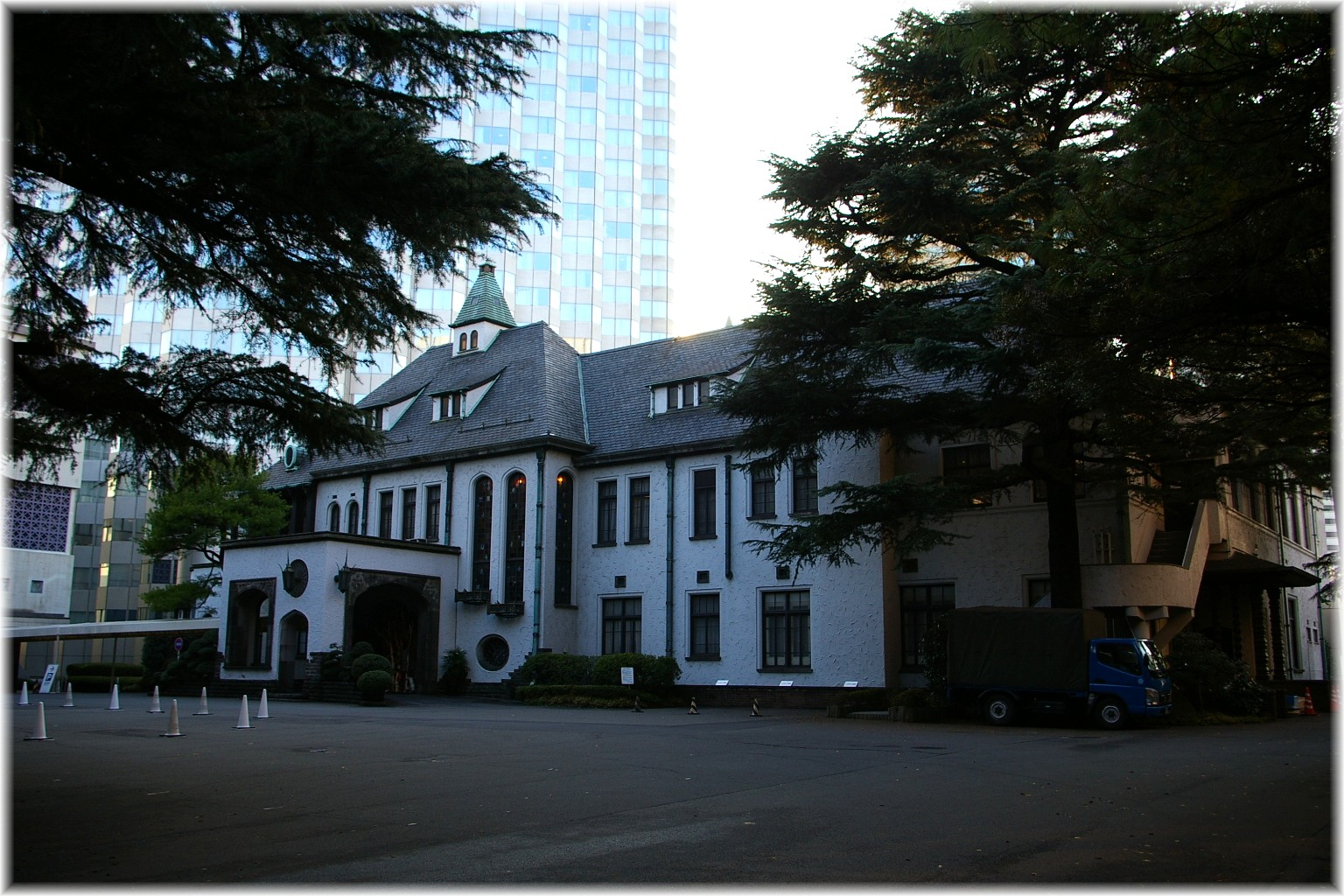
Nhà của Lý Ngân tại Tokyo vào năm 1930. Nơi này hiện nay là Khách sạn Grand Prince Hotel Akasaka.